# Tabernaemontana eusepaloides
Tabernaemontana eusepaloides är en oleanderväxtart som först beskrevs av Markgr., och fick sitt nu gällande namn av A.J.M. Leeuwenberg. Tabernaemontana eusepaloides ingår i släktet Tabernaemontana och familjen oleanderväxter. Inga underarter finns listade i Catalogue of Life.